# Jean I. d’Estrées

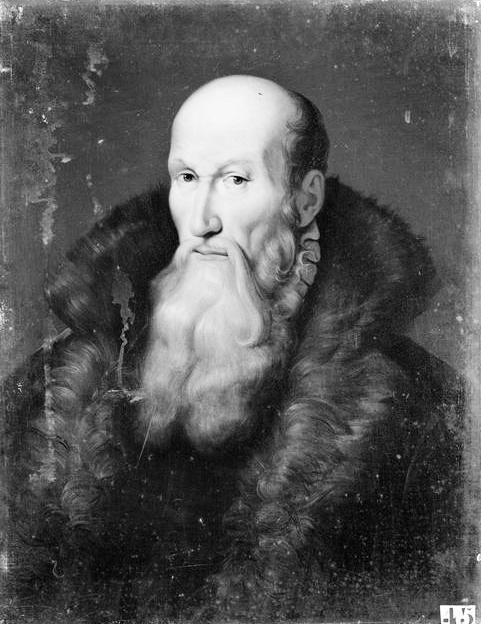
Jean I. d’Estrées, Gemälde aus dem 19. Jahrhundert, Schloss Versailles

Jean I. d’Estrées (* 1486 in Cœuvres; † kurz nach 23. Oktober 1571) war ein französischer Adliger und Militär. Er war Seigneur d’Estrées, de Valieu (Wailly), de Cœuvres et de Viérey, (ab 1558) Comte d’Orbec, Baron de Doudeauville, sowie Vicomte de Soissons.

## Leben

### Im Dienst Franz’ I.
Als Sohn von Antoine d’Estrées, Seigneur de Valieu, und Jeanne de La Cauchie, wurde er als Page der Königin Anne de Bretagne erzogen, war später dann Soldat in der Kompanie Charles de Vendômes. Er folgte Adrien de Musarq de Pirotée als Kapitän einer Kompanie von 155 Stratioten und diente in allen Kriegen des Königs Franz I.
Während eines Kampfes bei den Italienischen Kriegen vor 1515 verteidigte er den verwundeten und vom Pferd gestürzten Jacques de Bourbon-Ligny und rettete ihm so das Leben. Diese Tat wird seine kurze Zeit später mit Jacques’ noch sehr junger Tochter Catherine (sie war sieben oder acht Jahre alt) nach sich gezogen haben, wohl kaum aber seine militärische Karriere als Angehöriger dieser bourbonischen Seitenlinie, das diese erst im Gefolge des Königs Heinrich II. bedeutend wurde, als er bereits über 60 Jahre alt und seine Frau verstorben war.

### Ende der Italienischen Kriege
Als er 1545 den Auftrag hatte, den Mont Hulin bei Desvres in der Picardie zu befestigen, war er Kapitän der Garde des Dauphin, des späteren Königs Heinrich II., was bei dessen Thronbesteigung bestätigt wurde Heinrich II. bestätigte ihn auch als Kapitän des Pariser Châtelet, eine Funktion, die er inoffiziell bereits unter Franz I. ausgeübt hatte. Zudem wurde er mit dem Amt des Großmeisters der Artillerie von Frankreich versehen, das seit dem Rücktritt von Charles I. de Cossé, comte de Brissac vakant war; er legte seinen Amtseid am 18. Juli 1550 vor dem Connétable von Frankreich Anne de Montmorency, dem späteren Herzog von Montmorency, ab. Am 3. November 1550 war er Bevollmächtigter bei den englischen Gesandten, die die Grenzen des Boulonnais und der Grafschaft Guînes festlegen sollten. Um diese Zeit ließ er in Paris in der Rue des Gravilliers 69 das große Hotel d’Estrées bauen.
Am 22. Oktober 1551 erhielt er die Vollmacht, freie Stellen in der Artillerie selbst zu besetzen; die Patentbriefe, in denen der König ihn als „cousin“ bezeichnet, machten ihn zum „premier baron et sénéchal“ des Boulonnais. 1556 wurde er Ritter im Ordre de Saint-Michel und Kapitän von Folembray. Am 15. August 1557 übernahm er die Nachfolge des Herzogs Jean de Bourbon als Kapitän von 50  gens d’armes des ordonnances; er nahm an der Belagerung von Calais von 1558 teil. Im gleichen Jahr erwarb er die Grafschaft Orbec in der Bailliage Évreux. Am 30. März 1559 wurde er von König Franz II. als Großmeister der Artillerie bestätigt, am 10. September wurde der Kapitän der Festung auf dem Mont Hulin.
König Karl IX. ernannte ihn 1562 zum vorläufigen Gouverneur des Herzogtums Orléans am 28. September 1566 wurde er mit der Wiederherstellung der Burg Folembray beauftragt, am 24. Juni 1568 mit der Einrichtung einer Garnison von 20 Soldaten auf der Burg Mont Hulin.

### Die Religionskriege: Übertritt zur Reformation
Vor 1515 hatte er Catherine de Bourbon-Vendome-Ligny geheiratet († 1538 im Château de Vierzy), von der er drei Kinder bekam:
- Antoine IV. d’Estrées, † 11. Mai 1609, Marquis de Cœuvres
- Barbe d’Estrées; ⚭ (1) NN de Pyrmont, Seigneur de Bulleux; ⚭ (2) Jean de Broc, Seigneur de La Cour de Broc et de Villiers-aux-Fouriers; ⚭ (3) René de Vendômois, Seigneur de Saint-Chamarand
- Françoise, * um 1530; ⚭ Philippe II. de Longueval, Seigneur d’Haraucourt et Cramailles, Chevalier de l’Ordre du Roi, Maître de la Garde-Robe d’Antoine de Bourbon, roi de Navarre

Da seine Ehefrau eine Verwandte von Louis I. de Bourbon-Condé war, trat er zum Calvinismus über und machte aus seinem Haus in Cœuvres einen Tempel. Er starb 85-jährig kurz nach dem 23. Oktober 1571 und wurde in der Pfarrkirche von Cœuvres bestattet.

### Weblink
- Etienne Pattou, Famille d’Estrées, (online, abgerufen am 3. Juli 2019)